# 3702 Trubetskaya
3702 Trubetskaya este un asteroid din centura principală, descoperit pe 3 iulie 1970 de Liudmila Cernîh.